# 中国社会科学院近代史研究所
中国社会科学院近代史研究所，加挂中国历史研究院近代史研究所牌子，是中华人民共和国的一家中国近代史研究机构，成立于1977年，是中国社会科学院的直属研究单位。

## 历史沿革
前身为延安马列学院历史研究室。1946年转为北方大学历史研究室。1948年北方大学与华北联合大学合并，改称华北大学历史部历史研究室。
1949年迁至北平，1950年划归中国科学院，改称中国科学院近代史研究所，后改称中国科学院历史研究所三所。
1977年中国社会科学院成立，改称中国社会科学院近代史研究所。